# Liberatura
Liberatura (łac. liber – książka, wolny) – rodzaj literatury totalnej, w której tekst i forma książki stanowią integralną całość.
W utworach liberackich ważny jest nie tylko tekst, warstwa słowna, ale również typografia, konstrukcja, format i kształt. Ich przekaz nie ogranicza się do sfery werbalnej, a nośnikiem informacji mogą być: krój pisma, niezadrukowana powierzchnia stron, wszelkie elementy graficzne, ilustracje nierozerwalnie połączona z tekstem, rodzaj papieru bądź innego materiału. Znaczenie może mieć także liczba stron, słów lub znaków danego utworu. Dzieła należące do liberatury przyjmują dowolny wygląd, a więc mogą odbiegać od tradycyjnej budowy i wyglądu książki jako kodeksu. Głównym założeniem jest, aby było to dzieło autorskie, autonomiczne, w którym pisarz lub artysta wymyśla i projektuje książkę od początku do końca, z premedytacją wybierając wymienione wcześniej elementy. Liberatura nie jest równa książce artystycznej, której jest bliżej do sztuk plastycznych niż literatury. 
Za początek liberatury uznaje się manifest opublikowany w „Dekadzie Literackiej” w 1999 roku pt. Liberatura. Aneks do słownika terminów literackich, w którym został wprowadzony ten termin przez Zenona Fajfera.